# Александреску, Сикэ Василе
Сикэ Василе Александреску (рум. Sică Alexandrescu; 15 августа 1896, Бухарест — 6 августа 1973, Канны, Прованс — Альпы — Лазурный Берег, Франция) — румынский театральный режиссёр
, театральный деятель, заслуженный деятель искусств, народный артист Социалистической Республики Румыния (1959). Лауреат Государственной премии Румынии (1954 и 1957).

## Биография
Дебютировал в 1913 году. В 1919—1928 годах работал в драматическом театре в Клуже; где поставил комедии Мольера, пьесы И. Л. Караджале, В. Ефтимиу, Л. Ребряну и других.
В 1930—1940-е годы — режиссёр, руководитель и антрепренёр частных театральных трупп. Способствовал введению в репертуар театров национальной драматургии (М. Себастьян, Т. Мушатеску). Развивал в своём творчестве реалистические традиции румынского театра.
В 1947—1967 годах — главный режиссёр Национального театра «Ионы Луки Караджале» в Бухаресте, с 1967 года руководил Драматическим театром в Брашове.
Среди поставленных им: почти все пьесы И. Л. Караджале, «Ревизор» Гоголя, «Самодуры» Гольдони, «Безымянная звезда» М. Себастьяна, «Взбесившийся ягнёнок» Баранги, «Бэлческу» Петреску, «Матей Милло» Штефэнеску и других.

## Награды
- Орден Труда (Румыния) I степени (1952).
- Орден «За заслуги перед культурой»[рум.] 1 класса (1967).
- Государственная премия Социалистической Республики Румыния (1954 и 1957).
- Заслуженный деятель искусств Социалистической Республики Румыния.
- Народный артист Социалистической Республики Румыния (1959).